# Фриде, Алексей Яковлевич
Алексей Яковлевич Фриде (1838—1896) — генерал-лейтенант Русской императорской армии, участник Туркестанских походов, наказной атаман Семиреченского казачьего войска, Ярославский губернатор.

## Биография
Родился 8 марта 1838 года.
Учился в 1-м Московском кадетском корпусе, 6 июня 1857 года выпущен поручиком в Малороссийский гренадерский полк. В 1862 году окончил курс обучения в Академии Генерального штаба (по 2-му разряду), 12 мая 1863 года получил чин штабс-капитана. В 1863 году участвовал в подавлении восстания в Польше. С 27 марта 1867 года был зачислен по гвардейской пехоте с оставлением в Генеральном штабе и производством в поручики гвардии.
30 августа 1868 года произведён в штабс-капитаны и назначен офицером Генерального штаба в штаб Туркестанского генерал-губернатора, принял участие в Бухарской экспедиции, за отличие был 14 апреля 1869 года произведён в капитаны (2 января 1871 года переименован в майоры), с 14 апреля 1869 года занимал должность старшего адъютанта штаба войск Сыр-Дарьинской области. Вслед затем принял участие в походе в Шахрисабз и за отличие был награждён орденами св. Анны 3-й степени и св. Владимира 4-й степени (оба в 1870 году). 3 ноября 1870 года назначен командиром 3-го Туркестанского линейного батальона. С 22 февраля 1872 года был начальником штаба войск Сыр-Дарьинской области.
В 1873 году в чине подполковника (произведён 18 октября 1871 года) был в Хивинском походе, 3 ноября награждён орденом св. Георгия 4-й степени
В воздаяние за отличие, оказанное во время Хивинского похода, в деле 15 Июля 1873 года под Чандыром, где, благодаря хладнокровию и распорядительности его, была отбита стремительная атака Туркмен.
Осенью этого же года в составе отряда генерала Н. Н. Головачёва был в степи для взыскания контрибуции с подвластных Хиве туркмен, в бою на урочище Ильялы был ранен, награждён золотым оружием с надписью «за храбрость» (9 января 1874 года) и 8 ноября получил чин полковника.
В 1875 и 1876 годах участвовал в Кокандском походе, за отличие награждён орденами св. Анны 2-й степени с мечами (1875 год) и св. Владимира 3-й степени с мечами (1876 год).
4 сентября 1879 года произведён в генерал-майоры (со старшинством от 8 апреля 1884 года) и назначен помощником командующего войсками Сырдарьинской области.
С 16 апреля 1880 года состоял в качестве начальника военно-походной канцелярии при командующем войсками Туркестанского военного округа.
В 1882 году награждён орденом св. Станислава 1-й степени и 29 мая назначен Семиреченским военным губернатором и наказным атаманом Семиреченского казачьего войска, в 1885 году награждён орденом св. Анны 1-й степени.
С 21 мая 1887 года вплоть до своей кончины занимал должность Ярославского губернатора. В 1888 году награждён орденом св. Владимира 2-й степени, 30 августа 1894 года произведён в генерал-лейтенанты. Его последней наградой, полученной незадолго до смерти, стал орден Белого орла в день коронации императора Николая II (14 мая 1896 года).
9 июля 1896 года Алексей Яковлевич Фриде скончался в Ярославле и был похоронен в Спасо-Преображенском монастыре.